# Organizacja pułku piechoty Wojska Polskiego II RP
Organizacja pułku piechoty Wojska Polskiego w II Rzeczypospolitej – etatowe struktury organizacyjne pułku piechoty Wojska Polskiego.

## Organizacja pułku według etatu z grudnia 1919
Sztab pułku
- trzy bataliony piechoty
  - cztery kompanie strzeleckie w każdym batalionie
    - trzy plutony strzeleckie w każdej kompanii

  - kompania ciężkich karabinów maszynowych w każdym batalionie
- kompania karabinów maszynowych (pułkowa)
- kompania techniczna
- pluton łączności

Razem w pułku było 90 oficerów, 378 podoficerów i 2791 szeregowych.

## Organizacja pułku na stopie pokojowej w 1921
Dowództwo
- batalion sztabowy
  - kompania ciężkich karabinów maszynowych
    - sekcja administracyjna
    - patrol sanitarny
    - trzy plutony ciężkich karabinów maszynowych i broni towarzyszącej

  - kompania specjalna
    - pluton techniczny
    - pluton sanitarny
    - pluton łączności
    - pluton broni specjalnych
    - sekcja administracyjna
- trzy bataliony piechoty
  - trzy kompanie strzeleckie w każdym batalionie
    - trzy plutony strzeleckie w każdej kompanii
    - patrol sanitarny w każdej kompanii
    - sekcja administracyjna w każdej kompanii

  - patrol sanitarny w batalionie
  - sekcja administracyjna w batalionie
- kadra batalionu zapasowego
- drużyna dowódcy pułku
- pluton łączności
- pluton pionierów
- w niektórych pułkach występowały składnice wojenne

## Organizacja pułku piechoty na stopie pokojowej z 22 lipca 1930
Zgodnie z wydanym 22 lipca 1930 przez Biuro Ogólno Organizacyjne Ministerstwa Spraw Wojskowych przepisem służbowym P.S. 10–50 – „Organizacja – Piechota na stopie pokojowej” w skład pułku piechoty (strzelców podhalańskich) wchodziło:
- dowództwo pułku (dowódca pułku i jego zastępca),
- kwatermistrzostwo pułku (kwatermistrz, oficer mobilizacyjny, oficer administracyjno-meldunkowy, oficer żywnościowy, płatnik),
- kompania administracyjna (pluton taborowy i orkiestra),
- pluton artylerii,
- pluton łączności,
- pluton pionierów,
- pluton zwiadowców konnych,
- trzy bataliony piechoty,

oraz ewentualnie:
- kompania cyklistów,
- czwarta kompania karabinów maszynowych,
- kadra batalionu zapasowego[3][4].

Ponadto w skład pułku wchodził personel przysposobienia wojskowego, ustalony odrębną organizacją przysposobienia wojskowego P.S. 10 – 1900 z 30 marca 1928.
W składzie osobowym kompanii administracyjnej byli wykazywani ordynansi oficerów dowództwa pułku, kwatermistrzostwa pułku, kompanii administracyjnej i lekarzy oraz luzacy koni wierzchowych oficerów batalionu.

## Organizacja pułku piechoty według planów rozbudowy
Dowództwo pułku
- pluton łączności
- kompania zwiadu
  - pluton kolarzy
  - pluton zwiadowców konnych
- trzy bataliony piechoty
  - pluton łączności
  - trzy kompanie strzeleckie w każdym batalionie
    - trzy plutony strzeleckie w każdej kompanii

  - kompania karabinów maszynowych
    - cztery plutony strzeleckie karabinów maszynowych
- kompania pionierów
- kompania przeciwpancerna
- kompania gospodarcza
- kompania dział 75 mm

## Struktura organizacyjna w 1939
W organizacji wojennej pułku piechoty występowały:
- dowództwo
- 3 bataliony piechoty
- pododdziały specjalne:
  - kompania zwiadowcza
  - kompania przeciwpancerna
  - pluton artylerii piechoty
  - pluton pionierów
  - pluton przeciwgazowy
  - pluton łączności
- kompania gospodarcza

W skład dowództwa pułku wchodzili:
- dowódca
- I adiutant
- II adiutant
- oficer informacyjny
- oficer łączności
- kwatermistrz
- oficer płatnik
- oficer żywnościowy
- naczelny lekarz + 2 podoficerów sanitarnych
- kapelan
- szef kancelarii (podoficer)

Organizacja batalionu piechoty:
- dowództwo
- 3 kompanie strzeleckie
- kompania ciężkich karabinów maszynowych
- pluton łączności
- drużyna sanitarna

Dowództwo batalionu
- dowódca batalionu
- adiutant
- oficer lekarz

Kompania strzelecka
- dowódca kompanii (kapitan)
- poczet dowódcy z dowódcą pocztu, 2 obserwatorami, 4 gońcami, podoficerem sanitarnym i 2 patrolami sanitarnymi
- 3 plutony piechoty
  - dowódca plutonu – porucznik, poczet z zastępcą dowódcy, gońcem, obserwatorem, woźnicą wraz z biedką amunicyjną
  - 3 drużyny po 19 żołnierzy uzbrojonych w karabiny wz. 29 typu Mauser i 1 rkm typu Browning wz. 28
  - w plutonie znajdował się ponadto 1 karabin ppanc wz. 35 Ur
- drużyna granatników z 3 sekcjami granatników 46 mm wz. 36, razem 14 żołnierzy, 3 granatniki, biedka amunicyjna
- drużyna gospodarcza
- szef kompanii, podoficer broni, rusznikarz, podoficer żywnościowy, podoficer gospodarczy
  - obsługa kuchni polowej
  - wozy taborowe: 2 z amunicją, przykuchenny, bagażowy

Razem w kompanii: 4 oficerów, 228 podoficerów i szeregowych, 9 rkm, 3 karabiny ppanc, 3 granatniki, 16 koni, 4 wozy taborowe, 4 biedki, kuchnia polowa
Kompania ciężkich karabinów maszynowych
- 3 plutony ckm w każdym 3 ckm typu Browning wz. 30 przewożone na biedkach
- pluton ckm na taczankach z 3 ckm
- pluton moździerzy z 2 działonami moździerzy 81 mm wz. 31, typu Stokes-Brandt
- drużyna gospodarcza

Pluton łączności
- sekcja łącznicy telefonicznej
- 4 patrole telefoniczne
- sekcja radiostacji typu N-2

Drużyna sanitarna (3 podoficerów sanitarnych + 4 sanitariuszy)
Drużyna organizowała dwa patrole (w każdym 1 podoficer sanitarny + 2 sanitariuszy noszowych) i dysponowała konnym wozem sanitarnym oraz wozem taborowym z wyposażeniem. 
Razem batalion piechoty obejmował 24 oficerów, 917 podoficerów i szeregowych, 27 rkm, 12 ckm, 9 granatników 46 mm, 9 karabinów ppanc Ur 35, 2 moździerze 81mm, 150 koni, 37 biedek, 3 taczanki, 37 wozy taborowe, 4 kuchnie polowe, 6 rowerów, 1 radiostacja typu N-2
Kompania zwiadowcza
- pluton kolarzy
  - 2 drużyny po 19 żołnierzy
- pluton kawalerii
  - 5 sekcji liniowych
  - 2 sekcje rkm
- drużyna gospodarcza

Kompania przeciwpancerna
- 3 plutony, w każdym 3 działony armat 37 mm wz. 36
- drużyna gospodarcza

Pluton artylerii piechoty
- dowódca plutonu
- zastępca dowódcy
- 2 działony armat 75 mm wz. 02/26
- 2 patrole telefoniczne (konny i pieszy)

Pluton pionierów
- 4 drużyny wyposażone w 60 mb kładki piechoty typu P-29, 10 łodzi typu T-35, 8 pontonów typu LMPD, 128 kg materiałów wybuchowych,

Pluton przeciwgazowy
- patrol rozpoznawczy
- 2 drużyny

Pluton łączności
- 2 sekcje łącznic telefonicznych
- 5 patroli telefonicznych
- sekcja optyczna
- sekcja radiostacji typu N-1

Kompania gospodarcza
- pluton zaopatrzenia
- pluton żywnościowy
- pluton naprawczy

Drużyna sanitarna
- 2 patrole sanitarne (w każdym 1 podoficer sanitarny + 2 sanitariuszy noszowych)

Łącznie w pułku: 91 oficerów, 3212 podoficerów i szeregowych, 87 lub 85 rkm, 36 ckm, 27 granatników, 6 moździerzy 81mm, 29 karabinów ppanc, 9 armat ppanc 37mm wz. 36, 2 armaty 75mm wz. 02/26, 664 koni, 1 samochód